# Tour des onze villes 2025
La 42e édition du Tour des onze villes (en néerlandais : Elfstedenronde), une course cycliste masculine sur route, a lieu en Belgique le 15 juin 2025. L'épreuve se dispute sur 196 kilomètres entre Bruges et Bruges. Elle fait partie du calendrier UCI Europe Tour 2025 en catégorie 1.1 ainsi que de la coupe de Belgique de 2025.

## Parcours
La Spoorwegstraat à Bruges est le lieu de départ fictif et d’arrivée de cette course. Le départ réel est donné sur la Rietlaan à Bruges. Les coureurs disputent deux boucles différentes autour de Bruges, suivies par deux tours locaux de 30,6 km.
Le départ et l’arrivée se tiennent pour la dernière fois au cœur de Bruges avant un déménagement la saison prochaine dans une autre ville non encore définie.

## Équipes participantes
| Unknown team category |
|                       |

## Classements

### Classement final
| \| Classement général \| Classement général \| Classement général \| Classement général \| Classement général \| \| Coureur \| Coureur \| Pays \| Équipe \| Temps \| \| ------------------ \| ------------------ \| ------------------ \| ------------------ \| ------------------ \| |         |      |        |       |
| |         |      |        |       |
| |         |      |        |       |
| Classement général |         |      |        |       |
| Coureur | Coureur | Pays | Équipe | Temps |

### Classements UCI
La course attribue des points au classement mondial UCI 2025 selon le barème suivant :
| Position           | 1er | 2e | 3e | 4e | 5e | 6e | 7e | 8e | 9e | 10e | 11e | 12e | 13e à 15e | 16e à 25e |
| Classement général | 125 | 85 | 70 | 60 | 50 | 40 | 35 | 30 | 25 | 20  | 15  | 10  | 5         | 3         |